# Rana Dasgupta
Rana Dasgupta, né le 5 novembre 1971 à Canterbury, est un romancier, nouvelliste et essayiste indo-britannique.

## Biographie
Rana Dasgupta grandit à Cambridge, en Angleterre. Il étudie au Balliol College de l'Université d'Oxford, et au Conservatoire Darius Milhaud d'Aix-en-Provence. Il obtient également une bourse Fulbright qui lui permet de fréquenter l'Université du Wisconsin à Madison.
Depuis 2001, il vit à New Delhi, en Inde.
Son premier roman, Tokyo, vol annulé (Tokyo Cancelled, 2005), est un examen des forces et des expériences de la mondialisation. Reprenant dans une version modernisée la forme des Contes de Canterbury de Chaucer, la trame romanesque met en scène treize passagers coincés pendant une nuit dans un aéroport : l'histoire prend ainsi des allures de contes de fées contemporains, mythiques et surréalistes.
Il reçoit le Commonwealth Writers' Prize (en) en 2010 pour Solo, son deuxième roman, et le Prix Émile Guimet de littérature asiatique 2017 pour Delhi Capitale.

## Œuvre

### Romans
- Tokyo Cancelled (2005) Publié en français sous le titre Tokyo, vol annulé, traduit par Oristelle Bonis et Cécile Deniard, Paris, Éditions Buchet/Chastel, 2005, 527 p.  (ISBN 2-283-02104-9)
- Solo (2009)[2],[3] Publié en français sous le titre Solo, traduit par Francesca Gee, Paris, Éditions Gallimard, coll. « Du monde entier », 2011, 445 p.  (ISBN 978-2-07-012708-5)

### Essais
- Maximum Cities (2006)
- Capital Gains (2009)
- Capital : The Eruption of Delhi (2014) Publié en français sous le titre Delhi Capitale, traduit par Bernard Turle, Paris, Éditions Buchet-Chastel, 2016, 592 p.  (ISBN 978-2-283-03001-1), pour lequel il a reçu le premier prix Émile Guimet de littérature asiatique en 2017[4].